# Полищук, Дмитрий Игоревич
Дми́трий И́горевич Полищу́к (род. 8 февраля 1987, Сочи, Краснодарский край) — российский яхтсмен-виндсёрфер, участник летних Олимпийских игр 2012 года в соревнованиях по парусному спорту, в классе яхт «RS:X», пятикратный чемпион России.

## Спортивная биография
Заниматься парусным спортом Дмитрий Полищук начал в 2000 году.
Завоевав бронзовую медаль Чемпионата России по парусному спорту в классе яхт «RS:X» в 2009 году, сочинский спортсмен вошёл в состав спортивной сборной команды России по парусному спорту.
Дмитрий Полищук является пятикратным чемпионом России — 2010, 2011, 2012, 2013 и 2014 годов по парусному спорту в классе яхт «RS:X».
На Чемпионате Мира в Австралии (г. Перт) 2011 года, Дмитрий завоевал лицензию на летние Олимпийские игры 2012 года. В рамках чемпионата Мира 2011 года были проведены спид-тесты на максимальную скорость, где Дмитрий показал результат — 51,8 км/ч (27,97 узлов). По результатам выступлений на чемпионате Мира 2012 года в испанском городе Кадисе, Дмитрий занял 20-е место, подтвердив своё право на участие в летних Олимпийских играх 2012 года.
В мае 2012 года на Кубке Мира во Франции (г. Йер) занимает 8 место. В заключении сезона 2013 года становится серебряным призёром Кубка Мира в Австралии (г. Мельбурн).
На летних Олимпийских играх 2012 года, после 2-х гонок в классе «RS:X» Дмитрий шёл на высокой 11-й позиции, но в последующих гонках российский спортсмен не смог показать высокий результат и в итоге занял 20-е место.
По данным мирового рейтинга лучших виндсёрферов на 15 августа 2012 года Полищук находился на 26-м месте с 4338 очками.
На сегодняшний день, является старшим тренером спортивной сборной команды России по парусному спорту в классе яхт «RS:X» (парусная доска).

## Личная жизнь
- Окончил — Сочинский университет туризма и курортного дела[2].
- Аспирант — Российского Государственного университета физической культуры, спорта, молодежи и туризма (ГЦОЛИФК).

## Статистика
| Соревнование/Год                   | 2011 | 2012 |
| ---------------------------------- | ---- | ---- |
| Летние Олимпийские игры            | -    | 20   |
| Чемпионат мира по парусному спорту | 39   | -    |